# Walsall Wood
Walsall Wood (en français, « le bois de Walsall ») est un ancien village minier du Black Country, situé dans le District métropolitain de Walsall. À l'origine dans le Staffordshire, il est maintenant inclus dans le comté des Midlands de l'Ouest. Il se trouve sur la route A461 à mi-chemin à peu près entre Walsall et Lichfield, et sur la route B4152 environ mi-chemin entre Aldridge et Brownhills.
Les premières industries dans cette localité ont été les carrières de calcaire, et la fabrication de briques : la fabrication de clouterie et de chaînes était également présente. L'expansion majeure du village a eu lieu après l'ouverture de la mine de charbon Walsall Wood en 1874. Cette mine a finalement fermé en 1964.